# My Girlfriend's Girlfriend
My Girlfriend's Girlfriend è un singolo del gruppo gothic metal Type O Negative, estratto dall'album October Rust.
La canzone parla di una relazione poliamorosa. Dal punto di vista musicale il pezzo ha come strumento principale l'organo, e si avvicina molto al rock psichedelico in voga negli anni '60.

## Video musicale
Il video musicale vede la band suonare in una stanza illuminata da luci psichedeliche, con Peter Steele coinvolto in una relazione poliamorosa con due ragazze (vestite con un abbigliamento che richiama fortemente gli anni '60).

## Tracce
1. My Girlfriend's Girlfriend – 3:46
2. Black Sabbath (From the Satanic Perspective) – 7:48
3. Blood & Fire (Out of the Ashes Mix) – 4:37

## Crediti
- Peter Steele - voce e basso
- Josh Silver - tastiere, sintetizzatore, effetti e voce
- Kenny Hickey - chitarra e voce
- Johnny Kelly - batteria